# Lucyna Fagasiewicz
Lucyna Fagasiewicz (ur. 27 października 1920 w Łodzi, zm. 3 sierpnia 2003 tamże) – polska botanik, badaczka flory i roślinności środkowej Polski.

## Życiorys
Do września 1939 była uczennicą gimnazjum Heleny Miklaszewskiej, a następnie przez trzy miesiące uczyła się w utworzonym przez hitlerowców Liceum Przyrodniczym. Po jego zamknięciu uczęszczała na tajne komplety, gdzie w 1940 uzyskała świadectwo dojrzałości. Następnie wyjechała na wieś i ukrywała się tam do października 1941, po ujawnieniu się pracowała jako cholewkarka w Fabryce Obuwia Kramera. W sierpniu 1944 razem z innymi pracownikami została wywieziona w okolice Konina, a później Łęczycy, gdzie kopano rowy przeciwpancerne. Po zakończeniu działań wojennych powróciła do Łodzi, zgłosiła się do fabryki obuwia, którą już wówczas znacjonalizowano i została zatrudniona w biurze. Od września 1945 studiowała w sekcji botanicznej Wydziału Matematyczno-Przyrodniczego Uniwersytetu Łódzkiego, dwa lata później podjęła pracę w charakterze praktykantki w Zakładzie Systematyki i Geografii Roślin. Ze względów finansowych w 1948 podjęła pracę nauczycielki w IV Państwowym Żeńskim Gimnazjum i Liceum im. Emilii Sczanieckiej oraz w I Państwowym Gimnazjum i Liceum dla Dorosłych. 1 listopada 1949 otrzymała etat zastępcy asystenta w Zakładzie Systematyki i Geografii Roślin Uniwersytetu Łódzkiego kierowanym przez prof. Jakuba Mowszowicza pod kierunkiem którego trzy lata później obroniła pracę magisterską pt. Przegląd roślinności rezerwatu Molenda z uwzględnieniem dynamiki gatunków drzewiastych. Została wówczas asystentem, a w 1953 starszym asystentem. Od lipca 1956 do października 1967 pracowała jako adiunkt. W grudniu 1960 przedstawiła przygotowaną pod kierunkiem prof. Jakuba Mowszowicza rozprawę doktorską pt. Łąki doliny Pilicy na odcinku od Przedborza do ujścia, która miała pionierski charakter ze względu na uwzględnienie zagadnień florystyczno-fitosocjologicznych w zbiorowiskach roślinności łąkowej. W październiku 1967 została starszym wykładowcą i zajmowała to stanowisko do przejścia w stan spoczynku z końcem 1983.

## Dorobek naukowy
Dorobek naukowy dr Lucyny Fagasiewicz obejmuje 33 publikacje, wśród nich znajduje się 30 oryginalnych prac twórczych, jedno tłumaczenie oraz dwie prace popularnonaukowe. Od 1949 do końca prawy zawodowej zajmowała się Zielnikiem Uniwersytetu Łódzkiego (Herbarium Universitatis Lodzensis), a następnie pełniła funkcję jego kustosza. Dzięki jej pracy stworzono od podstaw zbiór flory okolic Łodzi oraz terenów sąsiadujących, który wcześniej nie istniał i jest jedynym zawierającym tego rodzaju zbiory. W 1955 przedstawiła na łamach „Fragmenta Floristica  et Geobotanica”  uporządkowane materiały dotyczące zawartości zielnika, artykuł „Notatki florystyczne” ukazał się w tomie 2:20-23. Kolejna publikacja miała miejsce w 1959 w Zeszytach Naukowych Uniwersytetu Łódzkiego (seria II, zeszyt 6) i zawierała materiały z rezerwatów Jasień i Kobiele Wielkie w powiecie radomszczańskim oraz z doliny rzeki Pilicy.